# 제천산업고등학교
제천산업고등학교(堤川産業高等學校)는 대한민국 충청북도 제천시 고명동에 있는 공립 고등학교이다.

## 학교 연혁
- 1979년 4월 16일 : 학교법인 한국광산학원 설립인가
- 1979년 11월 21일 : 한국광산공업고등학교 설립인가, 각학년(채광과 1, 선광과 1, 광산토목과 1, 광산기전과 1) 총 12학급
- 1980년 3월 8일 : 개교 및 입학식 거행 (초대 교장 김중배)
- 1990년 9월 1일 : 공립 공업고등학교로 전환
- 2000년 3월 1일 : 의림공업고등학교로 교명 변경
- 2005년 10월 13일 : 학칙개정 뷰티미용과 1학급 신설, 전기과 1학급 감축
- 2006년 3월 1일 : 제천산업고등학교로 교명 변경
- 2009년 3월 1일 : 학과개편(전자기계과→생산자동화과, 전기과→전기제어과)
- 2017년 9월 1일 : 학과개편 및 실습실 정리(기계과)
- 2023년 9월 1일 : 제15대 배종기 교장 부임
- 2024년 1월 4일 : 제42회 졸업식(98명 졸업) 졸업생 총인원 8,655명
- 2024년 3월 4일 : 2024학년도 신입생 5학급(기계과3, 전기제어과1, 뷰티미용과1) 93명 입학

## 설치 학과
- 뷰티미용과
- 기계과
- 전기제어과

## 참고 자료
- 제천산업고등학교 - 한국교육학술정보원 학교알리미